# Rio Baril
Albums de Florent Marchet
Gargilesse
(2005) Courchevel
(2010)
Rio Baril est le second album de Florent Marchet sorti le 8 janvier 2007 sous le label Barclay. Florent Marchet présente lui-même cet album comme « un petit western » ou encore un « album-roman » qui se déroule dans une ville imaginaire de province, Rio Baril.
Dominique A et Philippe Katerine ont collaboré à l'album. Florent Marchet a également fait appel à l'Orchestre philharmonique de Sofia. Arnaud Cathrine a écrit les paroles du titre Les cachets et coécrit celles de Les bonnes écoles et On n'a rien vu venir.
L'album a été nommé au Prix Constantin 2007 mais ne l'a pas remporté (victoire de Daphné pour son album Carmin).

## Accueil critique
Pour l'hebdomadaire culturel Télérama, Rio Baril confirme « en partie » les espoirs placés sur le chanteur après son premier album Gargilesse, « encensé par la critique ». Le magazine regrette une « noirceur répétée », « un ton détaché », « une voix froide » et une « ironie glaciale » qui « finissent par lasser ».
Le magazine Les Inrocks parle quant à lui d'un « disque-roman, [d']une épopée chorale et exaltante en forme de western pop sur fond de vieille France ankylosée et revancharde ».

## Pistes
| 1.          | Le Belvédère        | 2 min 02 s |
| 2.          | Rio Baril           | 3 min 55 s |
| 3.          | Il fait beau        | 1 min 10 s |
| 4.          | Sous les draps      | 4 min 18 s |
| 5.          | La Chance de ta vie | 3 min 24 s |
| 6.          | Ce garçon           | 4 min 30 s |
| 7.          | Les Bonnes Écoles   | 2 min 49 s |
| 8.          | Notre jeunesse      | 2 min 59 s |
| 9.          | J'ai 35 ans         | 3 min 25 s |
| 10.         | La Chimie           | 4 min 14 s |
| 11.         | Les Cachets         | 2 min 59 s |
| 12.         | On a rien vu venir  | 1 min 41 s |
| 13.         | France 3            | 4 min 13 s |
| 14.         | Pavillon            | 4 min 55 s |
| 15.         | Tout est oublié     | 4 min 12 s |
| 52 min 07 s |                     |            |